# Church (Wielka Brytania)
Church – wieś w Anglii, w hrabstwie Lancashire, w dystrykcie Hyndburn. Leży 34 km na północ od miasta Manchester i 293 km na północny zachód od Londynu. W 2001 miejscowość liczyła 3988 mieszkańców.